# جوآن بوشان پراکتر
جوآن بوشان پراکتر (به انگلیسی: Joan Beauchamp Procter) (۵ اوت ۱۸۹۷ - ۲۰ سپتامبر ۱۹۳۱) جانورشناس سرشناس بود که به طور بین‌المللی هم به عنوان یک خزنده‌شناس برجسته شناخته می‌شد. او در ابتدا در موزه بریتانیا و بعد در انجمن جانورشناسی لندن به عنوان اولین سرپرست زن جانوران خزنده در باغ وحش لندن کار می‌کرد. او که در زندگی کوتاه خود دچار بیماری دائمی بود، به طور گسترده‌ای به آرایه‌شناسی پرداخت و کمک‌های نوآورانه زیادی به دانپزشکی و دیدنی‌های باغ وحش‌ها کرد. او همچنین تعدادی مقالات جانورشناسانه عامه‌پسند و همینطور علمی نوشت و از جمله اولین کسانی بود که رفتارهای اژدهاهای کومودوی اسیر و دربند را تشریح کرد.